# مجزرة صبرا وشاتيلا (1985)
مجزرة صبرا وشاتيلا الثانية وهي مجزرة نفذت في مخيمي صبرا وشاتيلا للاجئين الفلسطينيين في 20 مايو 1985 خلال حرب المخيمات واستمرت لمدة شهر على يد مليشيات حركة أمل واللواء السادس من الجيش اللبناني.

## تفاصيل المذبحة
في 20 مايو 1985 تم نسف أحد الملاجئ وكان يوجد به مئات الشيوخ والأطفال والنساء ماتوا جميعا ، تبعها في 18 يونيو 1985 خروج الفلسطينيين من حرب المخيمات التي شنتها حركة أمل ، حيث خرجوا من المخابئ بعد شهر كامل من الخوف والحصار والجوع ، والذي دفعهم لأكل القطط والكلاب ، وخرجوا ليشهدوا أطلال بيوتهم التي هدم 90% منها وذهب 3100شخص بين قتيل وجريح و 15 ألف من المهجرين أي 40% من سكان المخيمات.

## نبذة عن المذبحة
كان إقتحام قوات حركة أمل وقصفها لمخيمات اللاجئين الفلسطينيين في لبنان ، إلاّ حلقة من حلقات تصفية الوجود الفلسطيني خلال الحرب الاهلية اللبنانية ، والمكان هو مخيمات اللاجئين الفلسطينيين في لبنان التي لم ينس اهلها ما اقترفته عصابات الكتائب المارونية من مجازر فيها قبل ثلاثة أعوام ، وكأن قادة حركة امل يريدون أن تبقى ذاكرة الفلسطينين مستحضرة لهذه المجازر.

## مصدر
1. 1 2  Arabil - Kol Israel in Arabic - مذبحة صبرا وشاتيلا - هل تتحمل اسرائيل المسؤولية عنها؟ نسخة محفوظة 17 نوفمبر 2015 على موقع واي باك مشين.